# Johan van Rensselaer
Pour les articles homonymes, voir van Rensselaer.
Johan van Rensselaer, né le 4 septembre 1625 à Amsterdam et mort le 6 mai 1663 à Nijkerk, est un homme d'affaires néerlandais de la colonisation des États-Unis.

## Biographie
Fils aîné de Kiliaen van Rensselaer, et son fils unique par sa première femme, Hillegonda van Bylaer, il est mineur lorsque son père meurt en 1643. Les domaines de celui-ci en Hollande et à Rensselaerswijck sont alors confiés aux exécuteurs testamentaires, le cousin germain de Johan, Wouter van Twiller et Johan van Wely. Les exécuteurs testamentaires tentent de faire confirmer Johannes comme Patroon, mais les partenaires les en empêchent. Van Twiller et Van Wely ont ensuite nommé Brant Aertsz van Slichtenhorst au poste de directeur de Rensselaerwyck. Samuel Blommaert (en) et Johannes de Laet essaient d'obtenir plus d'influence dans la colonie, car tous deux en possèdent un cinquième et ouvrent alors une action en justice.
En 1650, alors qu'il a 25 ans, Johan van Rensselaer devient chef de famille. Les États généraux des Pays-Bas décident la même année qu'il est autorisé à conserver son titre et à se faire appeler Patroon de Rensselaerswyck,. Parmi les papiers de la New York Public Library se trouve une lettre de Johan Rensselaer, patron de Rensselaerwyck et ses partenaires aux bourgmestres d'Amsterdam demandant une intervention pour corriger les abus du gouverneur Stuyvesant contre les libertés de la colonie, une apparente référence au différend du gouverneur de 1648 avec Van Slechtenhorst à Fort Orange.
Johan van Rensselaer a la particularité d'avoir été le patroon de Rensselaerswyck mais de ne s'y être jamais rendu. Ses frères Jan Baptist Van Rensselaer et Jeremias quittent Amsterdam peu après le 20 mars 1651 sur le Gelderse Blom pour gérer le domaine. Avec eux voyagent une douzaine d'employés qu'il a engagées, recrutés dans des endroits où les Van Rensselaer avaient d'autres intérêts.
En 1656, le directeur général et le conseil de La Nouvelle-Amsterdam annonce leur intention de commencer à collecter les dîmes, qui jusque-là avaient été collectées par le patronat pour le soutien du ministre réformé néerlandais. Jan Baptist, en tant que directeur, a soumis une remontrance dans laquelle il a souligné qu'en vertu de la charte de 1629, Rensselaerwyck en était exempté. Le patron et ses partenaires à Amsterdam ont déposé une protestation, mais la Compagnie des Indes occidentales a tergiversé jusqu'à ce que les Anglais en prennent le contrôle en 1664.
Johan van Rensselaer épouse en 1655 sa cousine Elizabeth van Twiller dont il aura deux enfants :
- Kiliaen van Rensselaer, deviendra le quatrième patron.
- Nella van Rensselaer, qui épousera Johan de Swardt.

Il meurt le 6 mai 1663 et ses enfants passent sous la tutelle de leur oncle Jan Baptist.